# 千禧金瓶梅
《千禧金瓶梅》，1999年上映的香港拍的情色電影，导演葉天行，主演八兩金、郭維達、王書麒、姜皓文、顧冠忠、伊藤千夏、大崎成美。改编自明朝兰陵笑笑生《金瓶梅》。

## 剧情

### 我為嫂狂
西门庆風流不已，他和好友应伯爵前往夜院裏，之后所發生的事....

## 演出
| 演员     | 角色   | 备注                                                                                   |
| 八兩金   | 武大郎 | 武松之弟，潘金莲的丈夫                                                                 |
| 顾冠忠   | 武松   | 武大郎之兄                                                                             |
| 伊藤千夏 | 李师师 | 西门庆之妻，后因西门庆欠债，被西门庆献给债主并惨遭轮奸玷污，最后因不能守住贞操自尽身亡 |
| 大崎成美 | 潘金莲 |                                                                                        |
| 郭維達   | 西门庆 | 生性風流的富家子，和应伯爵結拜兄弟，李师师、潘金莲、李瓶儿的丈夫                       |
| 姜皓文   | 应伯爵 | 号“南坡”，行二，人称“应二爷”。 和西门庆、花子虚是结义兄弟                              |
| 王書麒   | 道士   |                                                                                        |
| 山田祥代 | 李瓶儿 |                                                                                        |
| 鄧再森   | 西門達 | 西门庆父親，生性風流，令西门庆成為一個生性風流的富家子，並教他如何發生關係             |

## 原著差异
原著的武大郎是應該被西门庆毒殺，但本片的武大郎卻到結尾也沒有死掉。
原著的西门庆是應該性慾過度而死的，但本片的西门庆和应伯爵在最后一集時一起走掉並沒出現（等於沒有死掉）。